# Euploea vanoorti
Euploea vanoorti är en fjärilsart som beskrevs av Jurriaanse 1920. Euploea vanoorti ingår i släktet Euploea och familjen praktfjärilar. Inga underarter finns listade i Catalogue of Life.